# Giuseppe Verdi
Giuseppe Fortunino Francesco Verdi (tiếng Ý: [d͡ʒuˈzɛppe ˈverdi]; 10 tháng 10 năm 1813 – 27 tháng 1 năm 1901), là một nhà soạn nhạc opera người Ý. Sinh ra gần Busseto trong một gia đình trung lưu, ông nhận được sự giáo dục về âm nhạc từ một người bảo trợ địa phương. Verdi đã thống trị sân khấu opera Ý sau kỷ nguyên của Vincenzo Bellini, Gaetano Donizetti và Gioachino Rossini, những bậc thầy có ảnh hưởng đáng kể đến ông. Ở tuổi 30, ông đã trở thành một trong những nhà soạn nhạc opera xuất chúng trong lịch sử.
Trong những vở opera đầu tiên của mình, Verdi đã thể hiện sự đồng cảm với phong trào Risorgimento đang cố gắng thống nhất nước Ý. Ông cũng tham gia thoáng qua vào phong trào này với tư cách là một chính trị gia được bầu. Bản hợp xướng "Va, peniero" từ vở opera đầu tiên Nabucco (1842) và những bản hợp xướng tương tự trong các vở opera sau này, rất hợp với tinh thần của phong trào là thống nhất đất nước, bản thân nhà soạn nhạc được coi là đại diện cho những lý tưởng này. Tuy nhiên, là một người cực kỳ kín đáo, Verdi không tìm cách hòa vào những phong trào của công chúng. Sau khi thành công về mặt chuyên môn, ông viết ít tác phẩm hơn và cố gắng trở thành một chủ đất ở vùng bản địa của mình. Nhưng ông khiến giới âm nhạc phải ngạc nhiên khi trở lại ngoạn mục với tuyệt tác opera Aida (1871), với ba kiệt tác sau đó là: Requiem (1874), và các vở opera Otello (1887) và Falstaff (1893).
Các vở opera của Verdi vẫn cực kỳ nổi tiếng cho đến tận ngày nay, đặc biệt là ba đỉnh cao của 'thời kỳ giữa' của ông: Rigoletto, Il trovatore và La traviata. Chương trình kỉ niệm 200 năm ngày sinh của ông vào năm 2013 được tổ chức biểu diễn và phát sóng rộng rãi.

## Tiểu sử

### Thiếu thời
Cậu bé Giuseppe là con một chủ quán trọ trong làng. Giuseppe Fortunino Francesco Verdi sinh ngày 10 tháng 10 năm 1813 ở làng Le Roncole, vùng Parma, Italia. Ông học những bài học sáng tác âm nhạc đầu tiên từ Ferdinando Provesi, một nhạc sư ở ca đoàn nhà thờ Busseto. Năm 20 tuổi, ông đến Milan để theo học tiếp nhưng bị Nhạc viện ở đây từ chối nhận vì quá tuổi. Verdi theo lớp học nhạc tư, là học trò riêng của Lavigna.
Thầy giáo đầu tiên của Giuseppe là một linh mục địa phương, Don Pietro Baistrocchi, thầy giáo của trường trẻ em và cũng là người chơi đàn organ. Cái chết của Baistrocchi năm 1823 đã cho phép Giuseppe kế tục vị trí của thầy mình làm người chơi đàn organ tại nhà thờ ở Roncole khi ông mới 12 tuổi. Cũng cùng năm đó, cha ông gửi ông đi học tại trường trung học của Busseto do Pietro Seletti điều hành.
Ông tiếp tục học nhạc với Provesi, nhạc trưởng của Busseto và là một vị khách thường xuyên tại nhà của Antonio Barezzi, chủ tịch và là người đứng đầu trong giới thượng lưu yêu nhạc địa phương, ông cũng là một nhạc công thổi sáo ở đây, người có ảnh hưởng to lớn tới đời sống âm nhạc của ngôi làng. Dưới sự hướng dẫn của Provesi và sự bảo trợ của Barezzi, những nghệ sĩ đam mê âm nhạc này đã đạt tới một trình độ chuyên môn cao và thường xuyên được các giáo dân lân cận mời tới chơi trong các nghi lễ nhà thờ. Chính những lời đề nghị như thế này đã giúp chàng trai trẻ Verdi viết 4 hành khúc cho Cuộc Diễu hành Ngày Thứ Sáu tươi đẹp và Le Lamentazioni di Geremia, đó là những tác phẩm sớm nhất của ông.
Ông cũng đính hôn với con gái của Barezzi là Margherita vào năm 1831. Với sự hỗ trợ của người cha vợ tương lai, người bảo trợ vững chắc (cũng là người giúp đỡ cho ông về mặt tài chính), Verdi đã giành được học bổng Monte di Pietà, nhờ đó ông có thể chuyển tới Milano nơi ông đã thử thi vào nhạc viện năm 19 tuổi. Trượt trong kỳ thi tuyển năm 1832, ông tiếp tục học tư với người chỉ huy dàn nhạc opera Vincenzo Lavigna, nhạc trưởng tại La Scala.
Ông đã kết hôn với Margherita vào ngày 4 tháng 5 năm 1836 và Margherita đã sinh hai con, Virginia Maria Luigia (26 tháng 3 năm 1837 - 12 tháng 8 năm 1838) và Icilio Romano (ngày 11 tháng 7 năm 1838 - 22 tháng 10 năm 1839). Tuy nhiên, cả hai đã chết trong giai đoạn phôi thai trong khi Verdi đã làm việc trên opera đầu tiên của mình, và không lâu sau đó, Margherita chết vì mắc bệnh viêm não  ngày 18 tháng 6 năm 1840, khi chỉ mới có 26 tuổi. Verdi yêu mến vợ và các con của mình, và ông đã suy sụp vì cái chết của họ.

### Sự nghiệp
Do cái chết của Provesi, Verdi buộc phải quay về Busseto theo điều khoản của học bổng, và ông đã thay Provesi trong vai trò nhạc trưởng vào năm 1836. Ông cưới Margherita cùng năm đó và bắt đầu soạn nhạc cho vở opera đầu tiên. Oberto, conte di San Bonifacio được trình diễn lần đầu tiên tại La Scala và được đón nhận nồng nhiệt đến mức ông bầu đầy quyền lực Merelli đã đề nghị ông một bản hợp đồng viết các vở opera khác. Verdi khi đó đã chuyển tới Milan, nhưng những cái chết thương tâm đầu tiên là của 2 đứa con và sau đó là Margherita năm 1840 đã khiến ông gần như suy sụp tinh thần. Ông không còn tâm trí nào sáng tác vở opera hài mà Merelli đã yêu cầu, và không ngạc nhiên khi buổi công diễn tại La Scala của Un giorno di regno, là một thất bại thảm hại. Không nản lòng, Merelli đã thuyết phục ông viết một vở opera khác mặc dù ông vẫn còn chìm ngập trong đau khổ bởi cái chết của vợ và các con. Buổi công diễn tại La Scala năm 1842 của Nabucco đạt được thành công tuyệt đối và đánh dấu sự bắt đầu của thời kỳ thống trị opera Ý kéo dài tới 50 năm của Verdi. "Va' pensiero", đoạn hợp xướng nổi tiếng của những tù nhân Do Thái bị đi đày trong Nabucco, là ví dụ điển hình nhất của cách viết hợp xướng thông dụng, và các đoạn hợp xướng của Verdi đã có đóng góp to lớn cho sự thành công của rất nhiều những vở opera sau này của ông, đặc biệt kể từ khi các khán giả Ý coi chúng như những biểu hiện thầm kín của chủ nghĩa yêu nước mà sau này đã thổi bùng lên cuộc cách mạng dẫn tới sự thống nhất của Ý năm 1848.
Vở opera thứ tư của ông là sản phẩm của những buổi tối với bạn bè là các nhà văn và nhà thơ hay lui tới các cuộc họp văn học của giới quý tộc Milan. Buổi công diễn năm 1843 của I Lombardi alla prima crociata, một tác phẩm dựa trên thi phẩm của Tommaso Grossi, là một thành công rực rỡ; tác phẩm này, cùng với sự thành công trước đó của Nabucco, đã dẫn tới các buổi trình diễn các vở opera của ông ở cả Paris và Luân Đôn, và ông bắt đầu gặt hái được thành công và sự nổi tiếng trên trường quốc tế. Cũng chính trong thời kỳ này ông đã đem lòng yêu Giuseppina Streppni, soprano thể hiện vai chính một cách rất xuất sắc trong buổi công diễn lần đầu Nabucco.
Những vở opera nổi tiếng khác của Verdi là Macbeth năm 1847, La traviata năm 1853, Don Carlos năm 1867, Aida năm 1871, Otello năm 1887, Falstaff năm 1893. Ông và nhạc sĩ Đức Wagner sinh cùng sinh năm 1813. Cả hai đều là nhạc sĩ opera nổi tiếng thế giới, hai người đi hai hướng khác nhau, nhưng lại tạo nên khuôn mặt văn hóa thế kỷ 19. Ngày nay, hơn 100 năm sau những vở opera của hai ông luôn có trong chương trình diễn hàng năm của các nhà hát opera lớn trên thế giới.

### Cuối đời
Ở tuổi 80, Verdi đã quyết định viết một vở opera hài như 1 câu trả lời với những ý kiến cho rằng Verdi không có khả năng sáng tác hài kịch. Falstaff, opera do Arrigo Boito viết lời dựa trên vở kịch của Shakespeare nổi bật với những nhân vật, yếu tố hài hước, được công diễn lần đầu năm 1893 và nó được xem như một trong những tác phẩm vĩ đại nhất của Verdi. Vở opera rất mới mẻ, độc đáo hoàn toàn khác với phong cách sáng tác thông thường của Verdi. Sau cái chết của người vợ năm 1897, Verdi dành hết tâm trí cho những công việc từ thiện, trong đó bao gồm cả quỹ Casa di riposo ("Nhà nghỉ cho những nhạc sĩ") tại Milano, trợ giúp tài chính cho nhiều tổ chức từ thiện.
Ông mất vào ngày 27 tháng 1 năm 1901 tại Milano, nơi ông đã quay trở về sinh sống sau khi vợ mất. Đám tang của ông được cử hành long trọng như 1 lễ quốc tang với sự tham gia của rất nhiều người dân. Ông được chôn cất tại Casa di Riposo ngay cạnh mộ của vợ ông, trong một nhà thờ nhỏ do ca sĩ nổi tiếng Teresa Stolz xây dành riêng cho họ.

## Opera Aida
Aida là thiên tình sử giữa tướng trẻ Ai Cập Radames và thị tỳ của công chúa Ai Cập Amrenis là Aida. Aida là opera nổi tiếng của Giuseppe Verdi viết bằng tiếng Italia, được công diễn ở Cairo ngày 24. Dezember 1871. Đúng 100 năm sau, người viết bài này đã xem opera Aida năm 1971 ở Leipziger Opernhaus nước Đức.
Để khánh thành kênh đào Suez, đồng thời khánh thành nhà hát mới xây ở Cairo, phó vương Ai Cập Ismail đặt Verdi viết một tác phẩm thanh xướng kịch. Ismail muốn có một tác phẩm truyền tải được tinh thần Ai Cập. Verdi tìm đến nhà nghiên cứu về Ai Cập Ghislazoni – một người hiểu biết khá sâu sắc về văn hóa lịch sử Ai Cập. Sự hợp tác giữa hai người cho ra đời vở opera Aida.
Opera Aida gồm 4 cảnh, diễn trong 135 phút.
Cảnh 1: Đế chế Ai Cập hùng mạnh đánh Ethiopia, bắt công chúa Ethiopia là Aida về Ai Cập, bắt làm thị tỳ cho công chúa Ai Cập Amrenis. Công chúa Ai Cập Amrenis có tình cảm đơn phương với viên tướng Ai Cập Radames, nhưng giữa tướng trẻ này và Aida đã nảy sinh tình yêu. Trong lúc quân Ethiopia phản công lại quân Ai Cập, Radames được cử làm tướng tiên phong, viên tướng trẻ này hy vọng chiến thắng trở về vua Ai Cập sẽ ban Aida cho mình mà không hay biết vua Ethiopia Amonaros chính là cha đẻ của Aida. Trong lúc đó Aida đau đầu với những suy nghĩ về tổ quốc và mối tình với Radames.
Cảnh 2: Quân Ai Cập thắng, nhưng công chúa Ai Cập Amneris lại bảo Aida, tướng Radames đã tử trận và ra lệnh thị tỳ Aida đi cùng tới dự lễ ừng chiến thắng. Vua Ai Cập ra tận cổng thành Theben đón tướng Radames cùng quân chiến thắng trở về. Nhà vua ra lệnh dẫn tù binh ra trước hàng quân. Trong số tù binh có vua Ethiopie Amonasro. Tù binh Amonasro và tướng Radames cùng xin lãnh tụ tinh thần Ramphis và nhà vua thả tù binh và được chấp thuận. Tưởng thưởng cho chiến thắng là việc vua Ai Cập gà con gái là Amneris cho tướng Radames và Radames sẽ là người được truyền ngôi nếu nhà vua băng hà.
Cảnh 3: Đêm khuya, bên bờ sông Nil, công chúa Amneris được lãnh tụ tinh thần Ramphis làm lễ chứng giám cho cuộc hôn nhân của nàng. Aida được cha đẻ dặn hỏi Radames co biết con đường hành quân từ Ai Cập sang Ethiopie. Aida chờ Radames trước cổng đền, gặp được Radames liền dò hỏi. Không thể từ chối, Radames đã tiết lộ. Vua Ehiopie Amonasro xuất hiện, định giết công chúa Ai Cập, nàng hô lớn "Quân phản bội!". Radames rút kiếm ngăn. Chuyện vỡ lở, Radames từ chối trốn chạy với Aida, nộp kiếm cho lãnh tụ tinh thần Ramphis để bị bắt làm tù nhân. Nhân lúc mọi người bối rối, cha con vua Ethiopie trốn thoát.
Cảnh 4: Tướng Radames bị dẫn ra trước tòa án. Công chúa Ai Cập Amneris bị giằng xé giữa tình yêu, giận dữ, đau đớn. Nàng nghĩ mình sẽ cứu Radames trước tòa, nhưng Radames không sao quên được mối tình với Aida, nghĩ, Amneris sẽ giết mình. Radames ba lần im lặng thú tội. Tướng trẻ Radames bị kết án tử hình, bị chôn sống trong tầng hầm. Trước lúc viên gạch cuối cùng được xây, Radames thấy bóng hình Aida, còn nghe thấy tiếng thở dài của công chúa Ai Cập Amneris, nghe thấy lời cầu nguyện của các tu sĩ mong: "Radames yên nghỉ nơi suối vàng!"

## Nhạc cụ
Khi còn nhỏ, Giuseppe Verdi thường chơi đàn ở nhà của một thương gia tên là Antonio Barezzi. Cây đàn piano ông chơi là cây đàn của Anton Tomaschek. Giuseppe Verdi cũng yêu thích những cây đàn piano của Johann Fritz. Nhà soạn nhạc đã sử dụng cây đàn piano 6 pedal của Fritz để sáng tác từ vở opera Rigoletto năm 1851 đến Aida vào năm 1871. Cây đàn này hiện nay có thể được chiêm ngưỡng tại Villa Verdi ở Piacenza, Ý. Năm 1857 Verdi đã biểu diễn trên một cây đại dương cầm của Joseph Danckh trong dịp lễ khánh thành Nhà hát A.Galli ở Rimini.

### Danh sách đĩa nhạc
- Richard Burnett - Giuseppe Verdi, Romanza, Chơi trên đàn fortepiano Herschker gốc năm 1845.